# Cyaneolytta coerulea
Cyaneolytta coerulea is een keversoort uit de familie van oliekevers (Meloidae). De wetenschappelijke naam van de soort is voor het eerst geldig gepubliceerd in 1834 door Pfaff.